# La oración del huerto (El Greco, Andújar)
La oración del huerto de Getsemaní es un lienzo realizado por el Greco, que se encuentra actualmente en la Iglesia de Santa María la Mayor de Andújar (Jaén).

## Introducción
En su catálogo razonado de obras del Greco, Harold Wethey distingue dos variaciones —bastante diferentes— sobre el tema de la Oración del huerto de Getsemaní. El tipo I comprende tres pinturas de formato apaisado, mientras que los lienzos de formato vertical componen el tipo II. El presente lienzo se considera el prototipo y la mejor versión de este segundo modelo.

## Tema de la obra
Este episodio se cita en los cuatro evangelios canónicos, brevemente en el evangelio de Juan, (Jn 18: 1-3) y con más detalle en los otros tres. La composición del Greco se basa en el relato del evangelio de Mateo (Mt  26:36-46) y en el del evangelio de Marcos (Mc 14: 32-42) —que son casi iguales— pero añadiendo elementos del evangelio de Lucas (Lc. 22: 39-45) como la presencia del ángel, y la representación de Jesús arrodillado y no prosternado, como lo hacen los otros dos evangelios sinópticos.

## Análisis de la obra

### Datos técnicos y registrales
- Andújar, Iglesia de Santa María la Mayor;[8]

- Pintura al óleo sobre lienzo;
- Dimensiones: 169 x 112 cm;
- Datación: hacia 1605-1610;
- Firmado con letras griegas en cursiva, en la parte inferior derecha, sobre una piedra: δομήνικος Θεοτοκóπουλος ε`ποíει.[9]
- Catalogado por Wethey con el n º. 32 y por Tiziana Frati con la referencia153-a.[10]

### Descripción de la obra
El grupo de los tres apóstoles durmientes —Pedro, Juan y Santiago— está representado en primer plano, bajo la roca donde se encuentra Jesús. Los elementos del paisaje y la vegetación no tienen un carácter naturalista, sino que son más bien indicaciones. La luz juega con los colores, creando una atmósfera un tanto esquemática. Cada detalle revela una ejecución primorosa, realizada dentro de un espacio más comprimido que el de los lienzos del tipo apaisado.
Destaca el escorzo de los apóstoles, en actitudes propios del manierismo. mientras que la postura de Cristo tiene ecos del arte bizantino. En la parte central derecha se sitúan Judas y los soldados, acercándose desde la distancia.
La característica más notable de este lienzo —y del tipo II en general— es su colorido rico y fresco, con una sutil variedad de tonos. Jesús lleva una túnica de color rojo —como en el tipo I— y está arrodillado sobre su manto azul, que contrasta con el color verde del suelo. En la parte superior derecha destaca el ángel, con una resplandeciente vestimenta blanca. El apóstol de la izquierda viste una túnica azul verdosa y un manto anaranjado, mientras que el de la derecha porta una túnica azul oscura, bajo un manto amarillo oscuro. El vestido del apóstol del centro es amarillo, pero de un tono diferente. El dibujo de La oración en el Huerto (El Greco) fue tal vez un croquis para alguna de las versiones de este tema.